# Inspiration Mars
Az Inspiration Mars amerikai alapítványt Dennis Tito hozta létre. Az 
alapítvány célja lett volna, hogy embert küldjön egy, a Marsot megkerülő küldetésre 2018-ban.

## Története
Az Inspiration Mars 2013. február 23-án tartott sajtókonferencián, bejelentette hogy űreszközök beszerzésébe és a legénység kiválasztásába kezd, ez után próbálják meg a küldetés teljes végrehajtásához szükséges pénzt beszerezni. Az alapítvány első pár évi működését Dennis Tito nagyjából 100 millió dolláros támogatása adja.

## A küldetés

Az Inspiration Mars űrkapszula pályája

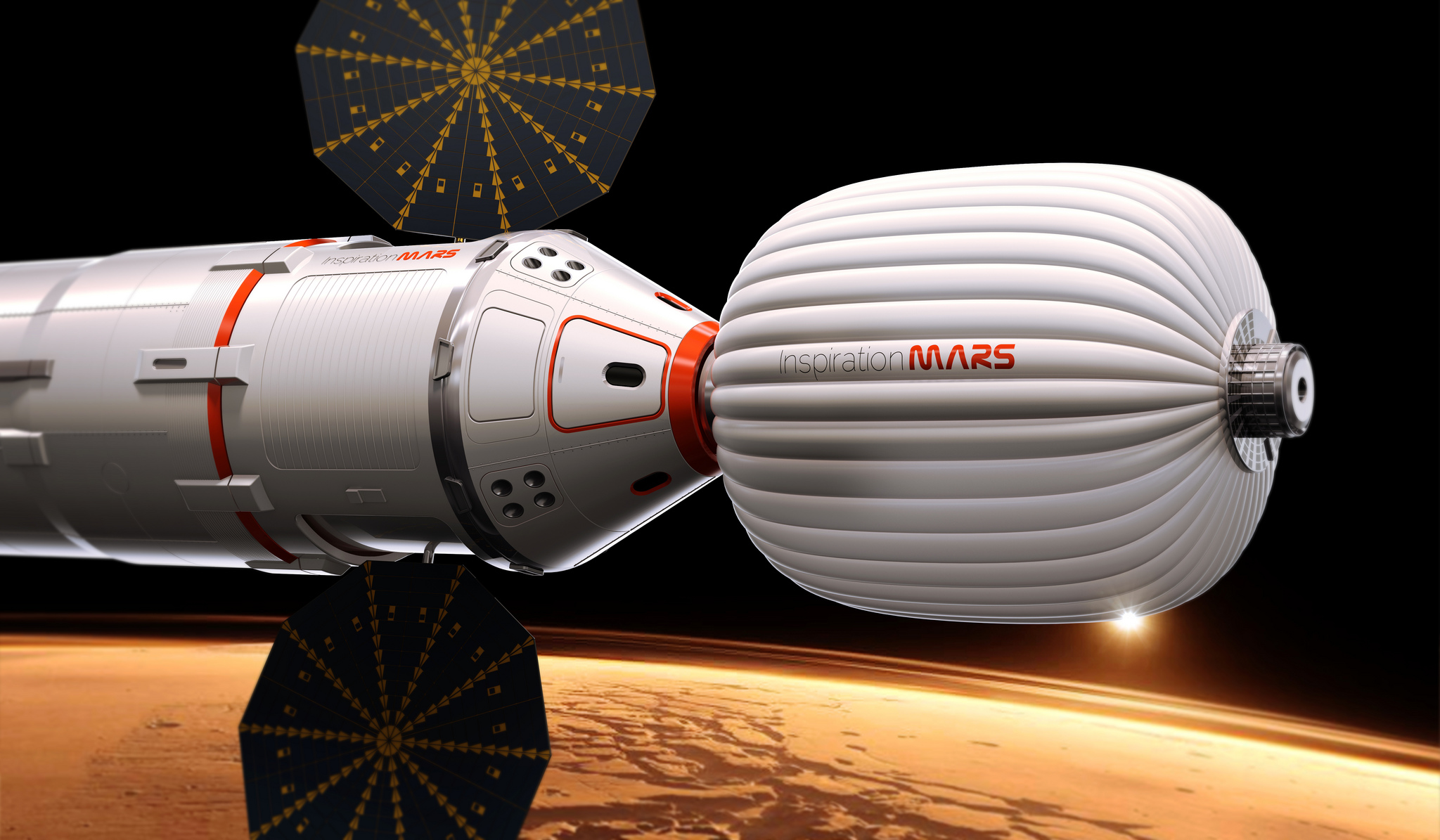
Az Inspiration Mars űrhajója - koncepció

Az alapítvány egy 501-napos küldetést tervez, amely elhalad majd a Mars mellett és szabad visszatérési pályát használva minimális üzemanyaggal visszatér a Földre. 2018-ban a bolygók állása lehetővé teszi majd, hogy csak 501 nap alatt tegye meg az utat egy űreszköz. Az alapítvány két főt szándékozik küldeni (egy férfit és egy nőt), és körülbelül 150 kilométerre közelítik meg a Marsot. A küldetés kitűzött indulása 2018. január 5. Amennyiben ezt a lehetőséget nem sikerül kihasználni, a következő hasonló lehetőség csak 2031-ben lesz, ugyanis ilyen gyors szabad visszatérési pálya csak kétszer van 15 évente.
A 2018-as indulás a naptevékenység szempontjából is jó lehetőség.

## A legénység kiválasztása
Az alapítvány nagy mennyiségű jelentkezőre számít. A küldetés hosszabb lesz és egyúttal a Földtől messzebbi is, mint bármelyik megelőző. A kiválasztott amerikai házaspárnak rugalmasnak kell lennie és hosszú időn keresztül kell pozitív attitűdöt tartania a nehézségek ellenére. Másfél év mikrogravitáció meg fogja gyengíteni a szervezetüket és nagyobb mennyiségű sugárzást is kapnak, amely körülbelül 3 százalékkal növeli rák kialakulásának valószínűségét. Ezeket a kockázatokat a jelentkezőknek el kell fogadniuk.

## Lehetséges szponzorok
A küldetést nagyobb részt felajánlásokból fogják támogatni, de van néhány lehetséges kormányzati forrás is.

## Lásd még
- Apollo–8
- Mars Direct
- Mars-500
- Dragon
- Emberes Mars-expedíció
- Mars One

## Fordítás
Ez a szócikk részben vagy egészben  az   Inspiration Mars Foundation című angol Wikipédia-szócikk fordításán alapul.  Az eredeti cikk szerkesztőit annak laptörténete sorolja fel. Ez a jelzés csupán a megfogalmazás eredetét és a szerzői jogokat jelzi, nem szolgál a cikkben szereplő információk forrásmegjelöléseként.